# Polsko-Niemiecka Szkoła Spotkań i Dialogu im. Willy’ego Brandta w Warszawie
Polsko-Niemiecka Szkoła Spotkań i Dialogu im. Willy’ego Brandta w Warszawie (Deutsch-polnische Begegnungsschule „Willy-Brandt-Schule“ in Warschau, Willy-Brandt-Schule, WBS) – placówka oświatowa wspierana jest przez rząd niemiecki, która jest jedyną szkołą w Polsce, oferującą kształcenie zgodnie z niemieckim systemem szkolnictwa ogólnego: szkoły podstawowej, średniej szkoły realnej i szkoły średniej stopnia licealnego. Otrzymała też certyfikat jakości „Exzellente Deutsche Auslandsschule” (Wyśmienita Niemiecka Szkoła Zagraniczna).
Została założona w 1978 jako Szkoła Niemiecka w Warszawie przy Ambasadzie RFN. Od 1 września 2005 podstawą prawną dla jej działalności jest zawarta umowa międzyrządowa pomiędzy RP, a RFN i od tego czasu szkoła jest wspólną polsko-niemiecką instytucją oświatową obu państw, nosi nazwę Polsko-Niemieckiej Szkoły Spotkań i Dialogu im. Willy’ego Brandta w Warszawie, która ma za zadanie przygotowywanie uczniów do egzaminów dojrzałości zgodnie z wymogami obowiązującymi w tym zakresie w Polsce, jak i w Niemczech, zwłaszcza w krajach związkowych Badenii-Wirtembergii oraz Turyngii, umożliwiających nabycie praw do studiowania w szkołach wyższych, głównie w Polsce i Niemczech. Formalnie podmiotem nadzorującym szkołę od początku lat 80. jest Niemieckie Towarzystwo Szkolne w Warszawie (Deutscher Schulverein Warschau), organem merytorycznym Ministerstwo Oświaty RP oraz Centralne Biuro Systemu Szkół Zagranicznych RFN (Zentralstelle für das Auslandsschulwesen) w Bonn. Dyrektor szkoły na mocy swojego statusu nauczyciela delegowanego przez ZfA oraz na mocy odpowiedniej umowy służbowej, nie podlega merytorycznej ani dyscyplinarnej władzy zarządu.
Organizacyjnie szkoła składa się z przedszkola, szkoły podstawowej, gimnazjum i liceum.

## Siedziba

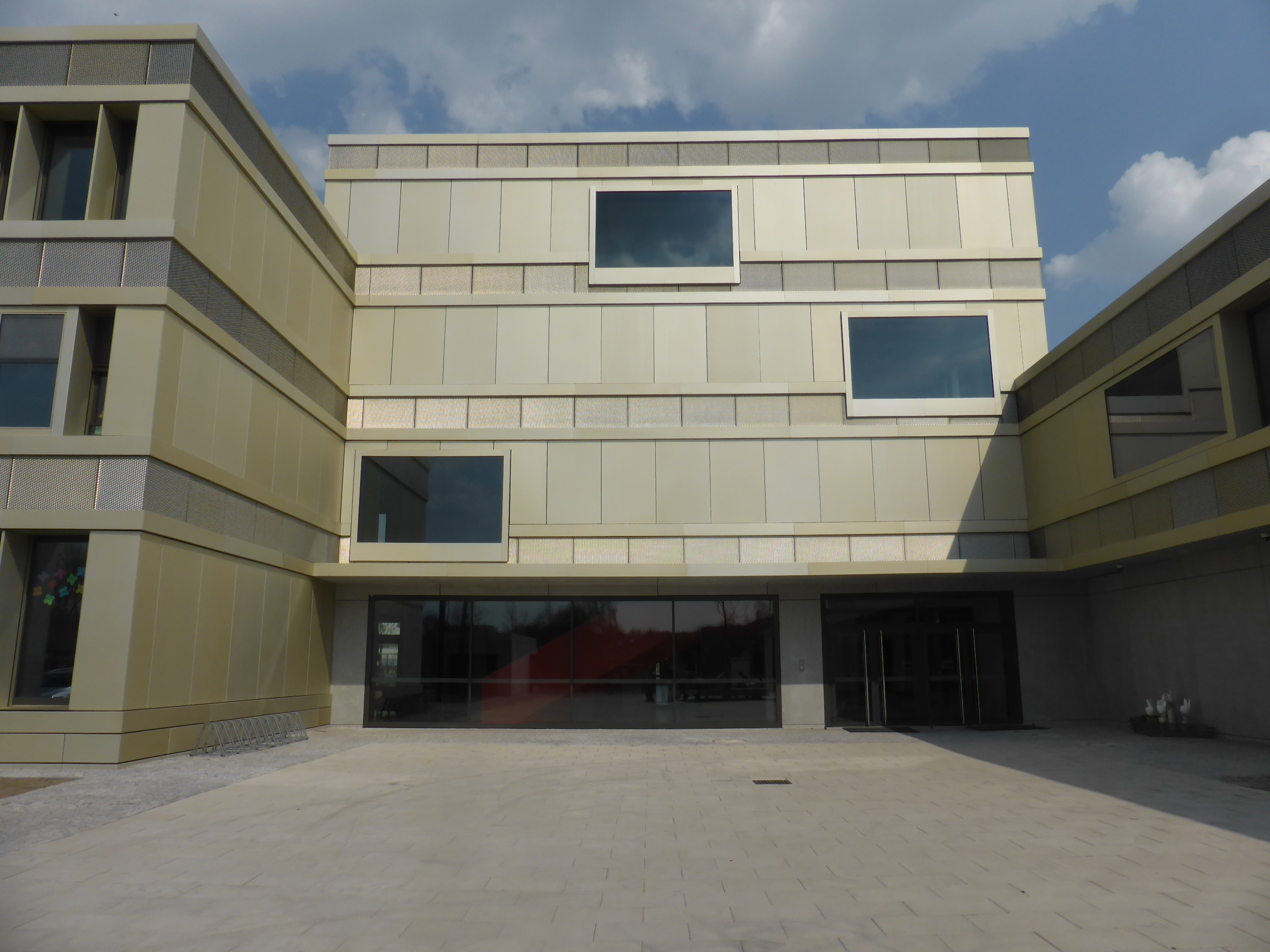
Siedziba Szkoły Niemieckiej przy ul. św. Urszuli Ledóchowskiej 3 (2015-)

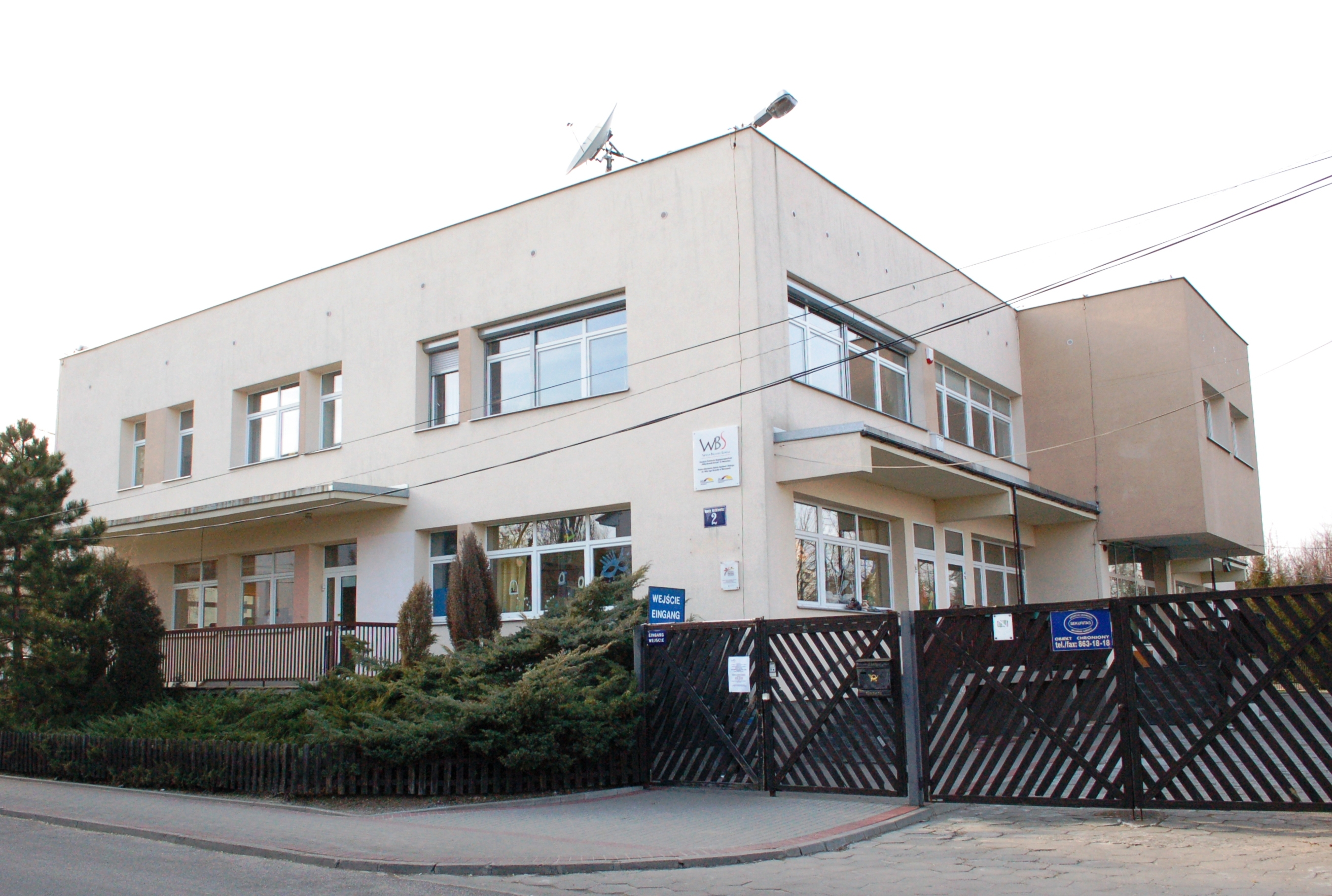
Siedziba Szkoły Niemieckiej przy ul. Radosnej/Wandy Rutkiewicz (-2014)

Główny kampus szkoły mieści się w Warszawie, początkowo w wilii Jana Bystronia z 1939 przy ul. Zawrat 4 (1990-1991), ul. Radosnej 24 (2003) następnie 2, której w 2004 zmieniono nazwę na ul. Wandy Rutkiewicz (-2014). W latach 2008–2011 Liceum WBS było przy ul. Kolegiackiej 1a. W 2015 rząd RFN wybudował kosztem 18 920 000 euro kompleks oświatowy (proj. Staab Architekten GmbH z Berlina) przy ul. św. Urszuli Ledóchowskiej 3 (2015-), w Wilanowie, w pobliżu gmachu Świątyni Opatrzności.
Organizacyjnie należące do szkoły przedszkole znajdowało się w budynku przy ul. Zawrat 4 (1992-2006), przy ul. Chłapowskiego 1 (2015), obecnie przy ul. Prymasa Augusta Hlonda 3 (2018).